# Kenneth Attefors
Jan Kenneth Attefors, född 4 mars 1948 i Karl Johans församling i Göteborg, är en svensk före detta politiker (nydemokrat) och riksdagsledamot under mandatperioden 1991–1994 för dåvarande Kristianstads läns valkrets. Kenneth Attefors var ledamot i trafikutskottet. Han kommer ifrån Nyköping och valdes till Årets Nyköpingsbo 1987. Attefors är sjökapten till yrket. Han hade inte varit politiskt aktiv tidigare. I riksdagsvalet 1994 ställde han upp för återval på tjugofemte plats. Efter riksdagsutträdet samma år blev han medlem i Moderata samlingspartiet.